# プラクトピアの風・賢者の贈り物
『プラクトピアの風・賢者の贈り物』（プラクトピアのかぜ・けんじゃのおくりもの）は、一部テレビ東京系列局で放送されていた放送映画製作所の教養番組・トークバラエティ番組である。最速ネット局のテレビ大阪では2008年2月4日から同年9月29日まで放送。

## 出演者
- ロザン - MCを担当。
- 久志麻理奈 - アシスタントを担当。

## 放送局
| 放送対象地域 | 放送局       | 系列           | 放送日時                                            |
| ------------ | ------------ | -------------- | --------------------------------------------------- |
| 大阪府       | テレビ大阪   | テレビ東京系列 | 月曜 10:00 - 10:30 （2008年2月4日 - 2008年9月29日） |
| 北海道       | テレビ北海道 | テレビ東京系列 | 月曜 14:55 - 15:25 （2008年4月7日 - 2008年9月29日） |
| 福岡県       | TVQ九州放送  | テレビ東京系列 | 金曜 15:00 - 15:30 （2008年3月7日 - 2008年9月19日） |

| スタブアイコン | サブスタブ | この項目は、まだ閲覧者の調べものの参照としては役立たない、テレビ番組に関連した書きかけの項目です。この項目を加筆・訂正などしてくださる協力者を求めています（P:テレビ/PJ:放送または配信の番組）。 |